# Haifa

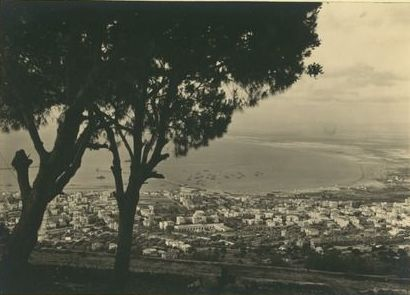
Haifa, 1925 - 1937

Haifa (ebraică חֵיפָה, Ḥeifáⓘ, în ebraica familiară „Haifa”; arabă حَيْفَا, Ḥayfāⓘ, în graiul arab local „Hefa”) este un oraș din Israel, al treilea ca mărime și unul din cele două mari porturi comerciale ale acestui stat (alături de Ashdod). Este principala metropolă urbană din nordul Israelului, capitala districtului cu același nume. Populația sa număra 
290,306 de locuitori în anul 2022.

## Geografie
Topografia Haifei este variată, orașul întinzându-se în zone de șes de-a lungul Mării Mediterane (o parte dintre acestea desecate pe socoteala mării), pe versantele de nord și de vest ale Muntelui Carmel, cât și pe arii întinse de pe culmile acestui munte.

## Istorie
Haifa este un port cu o istorie îndelungată, prima lui mențiune în documente datând din secolul al III-lea dinaintea erei creștine. Alături de Așdod și Eilat este unul din principalele porturi ale Israelului. În Haifa antică locuia o populație amestecată, evrei împreună cu alte popoare. În Evul Mediu, Haifa se prezenta ca un mic port, apărat din toate părțile.
Haifa modernă a fost fondată în anul 1761, când domnitorul autonom arab al Galileei,Dahar Al-Omar, a distrus vechiul oraș și l-a reclădit în partea apropiată de mare. În secolul al XVIII-lea și al XIX-lea, orașul a căzut pradă piraților, fapt ce a cauzat clădirea a două mari forturi la intrarea în port. Cu timpul, forturile au fost distruse, apărând în prezent doar ca simbol al orașului. În secolul al XIX-lea, orașul a devenit mai mare și mai important și datorită contribuției comunității luterane a Templierilor germani. În secolul al XX-lea, aici a ajuns calea ferată ce pornea de la Mecca și care a fost continuată până la Damasc și Beirut, în nord, și Cairo, în sud.

## Numele orașului
Începuturile așezării și sursa precisă a numelui său nu este cunoscută. Ea nu este menționată în Vechiul Testament, dar în schimb, figurează în Talmudul babilonean (Heifa, Hefa "חיפא", "חיפה", "חפה" Bava Batra 12, 1). Asupra semnificației denumirii există mai multe ipoteze etimologice: rădăcina ebraică ח.פ.ה. „h f h” însemnând „a acoperi, a ascunde”, poate referitoare la Muntele Carmel care acoperă orașul; ori cuvântul ebraic hof חוף „țărm” sau cuvintele „hof yafe” חוף יפה  „țărm frumos”.
Creștinii, în vremea cruciadelor, au legat numele orașului de cel al marelui preot din timpul lui Iisus, Caiafa (כייפא, sau קיפא, vezi Evanghelia după Luca 3,2) sau chiar de numele arameic inițial al apostolului Petru - Kefa (כפא). În diverse limbi europene numele orașului era multă vreme cunoscut în transliterații latine diverse: valonul Jean Zuallart (Giovanni Zuallardo) în 1586 scria Ha'ipha și alteori Caface, la începutul secolului al XIX-lea orientalistul și călătorul german Ulrich Jasper Seetzen scria că în vremea "francilor" (a cruciaților) s-ar fi numit Caifas,  scriitorul englez James Silk Buckingham în cartea sa de călătorii în Țara Sfântă din 1815 scria Caipha, iar preotul William John Woodcock care a vizitat țara în 1848 scria la fel Caypha.
La începutul secolului al XX-lea, Gottlieb Schumacher a propus ortografia latină unică Haifa, care se potrivește cu pronunția arabă حَيْفَا și cu cea greacă Χάιφα. Ea a fost adoptată mai întâi de locuitorii coloniei germane din oraș și apoi s-a generalizat.

## Istoria
Începuturile așezării se pierd în negura veacurilor. O parte din cercetători sunt de părere că o localitate cu numele de Haifa a existat încă în timpul dominației Perșilor Ahemenizi.
Alte studii indică mai degrabă secolele I-II-lea al erei creștine.
Haifa este menționată în Talmud în secolul al III-lea și în scrierile apostolilor creștinismului. În acea vreme era o așezare mică situată între cartierele Bat Galim și Moshava Germanit din zilele noastre, loc cunoscut ca „Haifa cea veche” (în arabă „Haifa al Atika”).

### Antichitate
Așezarea oamenilor în zona Haifei a început încă în Epoca Bronzului Târziu. La Tell Abu Huam, în zona golfului Haifa, s-au găsit ruinele unui oraș care a servit drept port începând din secolul al XV-lea î.e.n. și până în perioada elenistică. De cealaltă parte a Haifei se află colina Tel Shikmona, unde s-au găsit ruinele unui alt oraș, care a existat, chiar dacă nu în mod continuu, începând din secolul al XIV-lea î.e.n. și până în secolul al VII-lea. La Khirbet Kastra s-au găsit și urmele unui oraș din epoca bizantină și din epoca arabă timpurie.
Evenimente petrecute în această zonă sunt menționate în documente scrise datând din secolul al III-lea î.e.n 
Două locuri din regiunea Haifei sunt legate de tradiții evreiești antice despre întâmplări localizate prin secolul  al IX-lea î.e.n.în vremea regatului antic Israel. Unul este Grota prorocului Ilie (Mearat Eliyahu) aflată în apropierea actualului cartier Kiryat Eliezer din vestul orașului . Celălalt este locul numit în arabă „Muhraka”, unde se crede că a avut loc confruntarea de pe Muntele Carmel dintre prorocul Ilie și prorocii zeului canaanean Baal.
În vremea celui de al Doilea Templu și în perioada ocupației romane, Haifa era cunoscută ca un oraș cu populație mixtă, unde alături de evrei sau iudei locuiau și alte etnii și comunități religioase. Romanii au creat la periferia sa un cartier fortificat samaritean numit Castrum Samaritanorum, ca un fel de contrapondere la prezența evreilor. S-a păstrat amintirea a mai multor învățați evrei precum Iosif din Haifa (Yosef Haheifaní), asistentul lui Rabi Yehuda Hanassi și învățatul amorà Avdimi din Haifa (Avdimi deman Heifa), al cărui presupus mormânt se găsește pe Dereh Heifa în apropierea joncțiunii cu Dereh Haatzmaut.

### Evul mediu
De la sfârșitul perioadei bizantine - în secolul al VII-lean - și până la finele anului 1000 nu există nici o informație despre Haifa.În anii 614-628  regiunea a fost cucerită de persani, reluată de bizantini, apoi cucerită de arabi în 636. 
La începutul secolului al XI-lea localitatea este amintită în cărțile unor călători care povestesc despre existența unor ateliere de construit corăbii.  
În perioada dominației califilor din Bagdad stăpânirea arabă a predat localitatea în administrația  evreilor în schimbul unui impozit anual. Comunitatea evreiască din Haifa se bucura atunci de o bună reputație. Prin anul 1084 Rabbi Eliyahu ben Shlomo Hacohen, conducătorul ieșivei Eretz Israel a convocat la Haifa o adunare a învătaților „gheonim”  de pe tot cuprinsul Palestinei (Țara lui Israel)  
O vreme îndelungată viața economică a orășelului s-a bazat pe micul său port, mai puțin însemnat decât porturile care funcționau la Acra și la Botzra.   
În iulie 1100 zidurile Haifei, care era așezată în acea vreme în locul unde se afla cartierul Bat Galim din zilele noastre, au fost atacate de cruciați. Istoricul Bentzion Dinur amintește de faptul că orașul era populat pe atunci de evrei, doar garnizoana fiind musulmană. Cruciații, care atacaseră pe mare și pe uscat au fost respinși la început de apărătorii evrei ai cetății. Cele 200 de ambarcații cruciate fuseseră furnizate de Republica Venețiană. Locuitorii evrei s-au alăturat micii garnizoane fatimide și au rezistat cu curaj asediatorilor. După un răgaz, atacatorii s-au întors cu forțe întărite și după 27 zile de asediu au izbutit să cucerească orașul, numit de ei Castellum Caiphas.
O parte din locuitorii evrei au fugit spre Cezareea și Acra, dar cei care nu au apucat să plece,  au fost măcelăriți de către cruciați.
Istoricul Binyamin Zeev Keidar remarca faptul ca apărarea Haifei în asediul de către cruciați a fost ultimul fapt de arme ale unor unități de luptători evrei pe pământul Palestinei până la Legiunea evreiască recrutată de britanici în Primul Război Mondial.
După cucerirea Haifei de către cruciați populația așezării a fost mai cu seamă creștină și musulmană. Cruciații au refăcut zidurile cetății, dar atelierele navale nu au mai fost repuse în funcție. Prin anul 1187 Haifa a căzut în stăpânirea lui Saladin, sub protecția căruia mulți evrei s-au reîntors în oraș și au reîntemeiat o comunitate prosperă. În anul 1265 Haifa a fost cucerită de Baybars I, învingătorul mongolilor, zidurile ei au fost distruse iarăși și localitatea a fost redusă la o mică așezare de pescari.
În secolul al XIV-lea Haifa este amintită în relatările rabinului Ashtori Hafarhi (1322)) și ale rabinului Itzhak Hilu (1334). Ei menționează renașterea în localitate a unei comunități evreiești semnificative. În schimb în secolele al XV-lea, XVI-lea și al XVII-lea se pare ca nu a mai ființat aici o colectivitate evreiască de remarcat.

### Epoca modernă
Începuturile Haifei moderne, așa cum este cunoscută în zilele noastre, datează din timpul stăpânirii otomane.
În anul 1761  domnitorul autonom al Galileei, Dahr al Omar, a dărâmat vechea cetate (Haifa Al Atika) și a reconstruit-o, in zona unde se află în prezent Orașul de jos. Anii aceia au reprezentat începutul creșterii însemnătății strategice și economice a Haifei în detrimentul orașului vecin, Acra (Akko).  

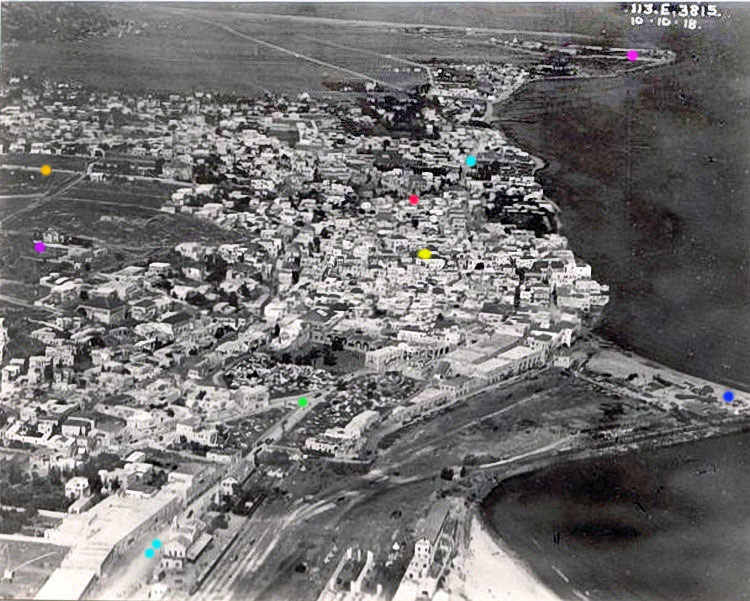
Vedere aeriană a Haifei din anul 1918: Legenda:
2 puncte azurii - gara Haifa est și strada Nazaret, în prezent strada Hativat Golani,
punctul verde - joncțiunea străzilor Kibutz Galuyot-Nazaret, azi bulevardul Palyam,
punctul galben - Piața Paris (Hamra)
punctul roșu -intersecția strazilor Shivat Tzion (Stantun) și Allenby,
punctul violet - intersecția străzilor Bialik-Hassan Shukri, cu sediul de astăzi al poliției
punctul albastru - Dereh Yaffo (Calea Jaffei)
punctul portocaliu - strada Neviyim,
punctul verde cu galben - zona Kasbei și târgul, dărâmate în 1948 după eliberarea Haifei de către armata israeliană în Războiul de independență al Israelului - deasupra punctului verde - cimitirul musulman, care subzistă și astăzi
punctul roz - cartierul Bat Galim, creat pe peninsula Capul Carmelului. În imagine nu apare portul Haifa, deschis în anul 1933. În partea de dreapta jos a fotografiei se vede îmbarcaderul căii ferate a Hedjazului, se pot vedea vagoane de tren

În cursul secolului al XIX_lea, orașul s-a lărgit, mai ales prin contribuția a două grupuri de coloniști creștini care s-au stabilit în afara zidurilor.
Una era cea a templierilor protestanți din sudul Germaniei, care și-au zidit case în zona de șes, la poalele Carmelului, la sud de coasta mediteraneană, in proximitatea Orașului vechi, și care au încercat să practice agricultura.Mai apoi ei au înființat pe vârful muntelui un cartier destinat odihnei și agrementului numit Karmelheim, din care câteva case au supraviețuit și au fost conservate până în ziua de astăzi. Acesta este cartierul Carmel Merkazi (Carmel central) din zilele noastre. Casele Coloniei germane (Hamoshavá Haggermanit) de la poalele muntelui, au fost și ele restaurate, și transformate în zilele noastre într-un spațiu turistic. Al doilea grup  de coloniști a fost cel al Ordinului Carmelit catolic, ai cărui membri s-au așezat în zona cartierului Bat Galim și în continuare, în zona Stella Maris de pe vârful Carmelului, unde au zidit încă din mijlocul veacului al 18-lea o mănăstire. 
În zilele expediției lui Napoleon Bonaparte în Palestina, mănăstirea carmelită a servit drept spital de campanie pentru ostașii francezi.
Pe parcursul secolului al XIX-lea între cele două grupări religioase au avut loc conflicte pentru controlul unor arii suplimentare pe Carmel.
În veacurile al XVIII-lea - al XIX-lea Haifa a fost adesea pradă atacurilor piraților. Din acest motiv guvernatorul otoman al orașului a decis construirea a două turnuri de pază, destinate a apăra portul din două părți. Turnurile au devenit un simbol al orașului și deși ele au fost distruse într-o epocă ulterioară, ele apar pe stema orașului Haifa. 
În anii 1830 ,sub stăpânirea lui Ibrahim pașa, fiul lui Mehmet Ali, au sosit în oraș și imigranți musulmani din Egipt.
În romanul său utopic, „Altneuland” publicat în anul 1902, Theodor Herzl , fondatorul sionismului, a profețit că Haifa este „orașul viitorului”
Herzl a descris în această carte un oraș portuar cosmopolit și înfloritor, unde șoselele sunt netede ca trotuarele, iar automobilele circulă pe roți de gumă, aproape fără zgomot, este descris de asemenea  și un tren aerian electric.
Evreii au reapărut la Haifa organizați în comunitate de la mijlocul secolului al XIX-lea, majoritatea fiind la început de origine sefardă.
În vremea dominației otomane, numărul lor a variat între 800 și 1,500. Primul lor cartier în afara zidurilor a fost Ard Al-Yehud, creat în anul 1891, între Wadi Rushmiye și Wadi Salib de astăzi.
Populația evreiască a crescut permanent datorită valurilor de emigrație cunoscute ca Prima și a Doua Aliyá din Europa de est.

### Ultimii ani ai dominației otomane
În primul deceniu al secolului al XX-lea Haifa, în timpul stăpânirii otomane, Haifa a devenit și principalul centru al populației evreiești din nordul Palestinei. Filiala din Berlin a  Societății evreiești „Ezra” din Germania a decis sa promoveze  crearea la Haifa a unei instituții academice post-liceale evreiești pentru învățarea de  meserii tehnologice. Piatra de temelie a acestei instituții a fost pusă în anul 1912, cand la Haifa trăiau 3.000 evrei. Ea s-a numit Technicum, în ebraică Technion, denumire sub care s-a făcut cunoscut pe parcursul anilor Institutul Politehnic din Haifa. Technionul a pregatit ingineri si tehnicieni , precum și specialiști în domeniul știintelor biologice. Denumirea Technion cu rezonanță greco-ebraică s-a impus ca urmare a „Războiului limbilor” - conflictul pentru limba de predare în care ebraica, deși de foarte curând resuscitată ca limbă vorbită, a eliminat limba germană.
La inceputul secolului al XX-lea s-a inaugurat la Haifa și prima gară feroviară, care era statia terminus a „Trenului văilor” care traversa Valea Izreel
(Esdraelon), unind Haifa cu linia ferată a Hejazului care pornea din zona Hijaz din Arabia si se indrepta  spre regiunea Transiordania și Siria.
Aceasta conexiune, menită să lege Haifa cu alte centre ale Imperiului Otoman, a contribuit la accelerarea dezvoltării  portului Haifa.   
În ajunul Primului Război Mondial trăiau la Haifa 20,000 locuitori, ea fiind al patrulea oraș ca mărime din Palestina.

### Primul Război Mondial
În cursul Primului Razboi Mondial turcii au postat la Haifa unități de artilerie pentru a apăra golful de o eventuală debarcare de trupe britanice inamice. Haifa a fost în cele din urma cucerită de britanici la 23 septembrie 1918. În continuare portul Haifa a servit ca punct de aprovizionare a armatei britanice care a înaintat spre Liban și Siria. La o săptămână dupa cucerirea Haifei, britanicii au intrat în Damasc 
Haifa și întreaga Palestină de vest au intrat în curând sub regimul mandatului britanic.

### Perioadaadministrației mandatare britanice
Autoritățile britanice au transformat Haifa in baza lor principală în Orientul Apropiat. Portul Haifa lega orașul pe calea maritimă cu Marea Britanie, căile ferate legau orașul de trei continente - spre Cairo și Africa, spre Istanbul și Europa. și spre Damasc și Asia. Portul modern al Haifei a fost inaugurat în anul 1933, după ce guvernul britanic a investit mult în dezvoltarea lui.  
Între Haifa și zonele petrolifere din Irak a fost așezată o conductă de petrol. În anii 1930 Haifa era încă mai mare decât  Tel Avivul.

## Economie
Regiunea industrială a orașului se află în partea estică a orașului, în jurul râului Chișon. Aici se găsește una din cele două rafinării de petrol ale Israelului, celalaltă fiind la Ashdod. Rafinăria din Haifa, înființată de britanici în anul 1938, când se baza pe conducta de petrol venită din Irak, prelucrează în prezent 9 milioane de tone de petrol (66 millioane de barili) de petrol brut pe an. Cele două mari turnuri de răcire, înalte de 80 de metri, astăzi  neutilizate, construite în anii 1930, sunt cele mai înalte construcții din perioada Mandatului britanic.În timpul celui de al doilea război mondial rafinăria a fost bombardată în mai multe rânduri de aviația militară italiană și a fost obiectul unor atentate ale organizației clandestine evreiești Lehi. Naționalizată în 1948 de statul israelian, în prezent se află în proprietate privată (a Societății le'Israel a fraților Ofer și a Industriei petrochimice care aparține lui David Federman și publicului). Ea este locul de muncă a circa 3000 de lucrători din Haifa și suburbii.
Matam (Merkaz Taasiot Hamadá - Centrul Industriilor știintifice), cel mai mare si mai vechi parc de afaceri al Israelului, se află la intrarea de sud a orașului, și găzduiește întreprinderi și unități de cercetare și dezvoltare pentru numeroase companii israeliene și internaționale de hi-tech, ca de exemplu Intel, IBM, Microsoft, Motorola, Google, Yahoo!, Elbit, CSR, Philips și Amdocs. 
În campusul universității Haifa se află laboratoarele companiei IBM.
Portul Haifa este principalul port al Israelului în  domeniul transportului de pasageri si este un port comercial major, alături de portul Ashdod. 
Centrele comerciale  principale ale Haifei includ Hutzot Hamifratz, Horev Center Mall, Panorama Center, Castra Center, Colony Center (Lev HaMoshavá), Hanevi'im Tower Mall, Kanyon Haifa, Lev Hamifratz Mall și Grand Kanyon.

## Personalități născute aici
- Aaron Ciechanover (n. 1947), biochimist, Premiul Nobel pentru Chimie.

## Orașe înfrățite
- Marseille, Franța (din 1962)
- Portsmouth, Marea Britanie United Kingdom (din 1962)
- Luton, Marea Britanie (din 1966)
- Hackney, Marea Britanie (din 1968)
- Manila, Filipine (din 1971)
- San Francisco ,Statele Unite(din 1973)
- Aalborg, Danemarca (din 1973)
- Cape Town, Africa de Sud (din 1975)
- Bremen, Germania (din 1978)
- Antwerpen Belgia (din 1986)
- Mainz Germania (din 1987)
- Sankt Petersburg Rusia (din 2008)
- Düsseldorf Germania (din 1988)
- Rosario, Argentina (din 1988)
- Odessa, Ucraina (din 1992)
- Shanghai, China (din 1994)
- Kobe, Japonia (din 2004)
- Boston, Statele Unite(din 1999)
- Limassol, Cipru (din 2000)
- Fort Lauderdale, Statele Unite(din 2002)
- Erfurt, Germania (din 2005)
- Mannheim, Germania (din 2005)
- Newcastle, Marea Britanie
- West Hartford, Statele Unite
- , Santo Domingo, Republica Dominicană
- Guayaquil, Ecuador (din 2006)
- Lexington, Massachusetts, Statele Unite
- Shenzhen, China (din 2012)

## Personalități născute aici
- Aaron Ciechanover (n. 1947), biochimist, profesor cercetător la Technion Haifa, laureat al Premiului Nobel pentru chimie (2004).